# Circonscription de Selambera
La circonscription de Selambera est une des 121 circonscriptions législatives de l'État fédéré des nations, nationalités et peuples du Sud, elle se situe dans la Zone Gamo Gofa. Sa représentante actuelle est Alemtsehay Pawlos Atmo.